# Venâncio Aires
Venâncio Aires este un oraș și o municipalitate din statul un oraș în Rio Grande do Sul (RS), Brazilia.